# 圣安东尼奥-达阿莱格里亚
圣安东尼奥-达阿莱格里亚是巴西圣保罗州的一个市镇。总面积309.677平方公里，总人口6016人，人口密度19.4人/平方公里。